# Coelotes solitarius
Coelotes solitarius är en spindelart som beskrevs av Ludwig Carl Christian Koch 1868. Coelotes solitarius ingår i släktet Coelotes och familjen mörkerspindlar. Inga underarter finns listade i Catalogue of Life.